# Соловичи
Соло́вичи (укр. Соловичі) — село в Турийской поселковой общине Ковельского района Волынской области Украины.

## История
В июле 1995 года Кабинет министров Украины утвердил решение о приватизации находившегося здесь совхоза.
Население по переписи 2001 года составляло 589 человек.
До 2020 года входило в Турийский район.